# Sonata per a flauta dolça en re menor (HWV 367a)
La Sonata per a flauta dolça en re menor (HWV 367a) fou composta entre 1709 i 1715 per Georg Friedrich Händel. Està escrita per a flauta dolça i teclat (clavicèmbal). La sonata també és coneguda com a Opus 1 núm. 9a. En altres catàlegs de música de Händel està referenciada com a HHA iv/18,19,45; no apareix al catàleg Händel-Gesellschaft (HG).
El manuscrit autògraf està escrit en un paper italià, material adquirit per Händel durant els seus viatges a Itàlia entre finals de 1706 i finals de 1709. Tot i que continuà fent-lo servir fins a 1715, és més probable que la partitura autògrafa fos aproximadament de 1712. La cal·ligrafia de Händel en aquest manuscrit (i també en el de la Sonata en si♭major) és menys polida que la de les còpies en el mateix període de les quatre sonates en sol menor, la menor, do major i fa major.
La sonata va ser publicada per Walsh cap al 1730, en una edició "increïblement matusera" que pretenia ser de l'editora d'Amsterdam, Jeanne Roger. Fou arranjada per una mà desconeguda com a Sonata per a flauta en si menor (HWV 367b), que tallà el tercer i quart moviments i fou designada com a "0p. 1, núm. 9". Walsh la va tornar a publicar en el mateix format i ja com una edició seva el 1731 o 1732. Tot i que en el manuscrit autògraf de Händel no s'indica una instrumentació, la tonalitat i la tessitura és compatible amb una flauta dolça. En un manuscrit autògraf anterior del sisè moviment i en un manuscrit no autògraf contemporani de la sonata sencera hi ha l'encapçalament de "Sonata a Flauto e Cembalo".
Ambdues edicions, la de Walsh i la de Chrysander, detallen que l'obra és per a traversa o flauta travessera –que és la paraula italiana usada al segle XVIII–, i la van publicar com a Sonata IX (en si menor).
Els cinc primers moviments de la sonata aparegueren publicats com a "Fitzwilliam Sonata ñúm. III", edició de Thurston Dart.
Una interpretació típica dura aproximadament catorze minut i mig.

## Moviments
La sonata consta de set moviments:
| Núm. | Tipus             | Tonalitat | Mètrica | Compassos | Notes                                                                   |
| ---- | ----------------- | --------- | ------- | --------- | ----------------------------------------------------------------------- |
| 1    | Largo             | Re menor  | 4/4     | 19        |                                                                         |
| 2    | Vivace            | Re menor  | 3/2     | 63        |                                                                         |
| 3    | Presto            | Re menor  | 4/4     | 34        |                                                                         |
| 4    | Adagio            | Re menor  |         | 21        |                                                                         |
| 5    | Alla breve        | Re menor  | 4/4     | 97        | En compàs 2/2                                                           |
| 6    | Andante           | Re menor  | 4/4     | 20        | Té dues seccions (8 i 12 compassos), cadascuna amb signes de repetició. |
| 7    | A tempo di menuet | Re menor  | 6/8     | 19        | Té dues seccions (8 i 11 compassos), cadascuna amb signes de repetició. |

(Els moviments no contenen signes de repetició llevat que s'indiqui. El nombre de compassos està agafat de l'edició de Chrysander, i és el nombre que apareix en el manuscrit, sense incloure signes de repetició.)